# 크립테이아
크립테이아(고대 그리스어: κρυπτεία, 라틴어: Krypteia, ‘숨겨진, 비밀스런 일’)는 고대 스파르타의 어린 남성과 관련된 국가 교육 관례였다. 그 목적과 본질은 여전히 사학자들 사이에서도 논란이 있지만, 월론과 같은 어떤 학자들은 크립테이아를 스파르타의 지도 계층에 의해 조직된 일종의 ‘비밀 경찰’ 그리고‘ 국가보안군’으로 여긴다. 그 목적은 불만이 있는 헤일로타이를 처단하는 것이었다. 쾨홀리, 박스무트는 아테네의 에피보스(Ephebos)와 유사한 형태의 군사교육이라고 여기고 있다.

## 역사와 기능
아고게에서 미래의 지도자가 될 수 있을 정도로 우수하게 훈련을 마친 일부 어린 스파르타 젊은이들은 ‘크립테이아’(Krypteia)를 통해 그들의 기술을 시험하고, 그들이 스파르타의 전사로서의 가치를 증명할 수 있는 기회를 부여받았다.
플루타르코스에 따르면, 가을마다 스파르타의 에포로스는 스파르타의 시민들이 처벌 걱정없이 헤일로타이를 죽일 수 있도록 헤일로타이에게 선전포고를 했다. 밤이 되면, 선택받은 크립테스(크립테이아 요원)는 그들이 필요한 식량을 얻기 위해 라코니아 교외로 교육받은 칼을 휴대한 채 마주치는 아무 헤일로타이를 죽일 수 있도록 파견되었다. 이런 관행은 헤일로타이의 폭동을 예방하고, 그들의 인구를 억제하기 위함이었다.

## 같이 보기
- 아고게